# 6 août aux Jeux olympiques d'été de 2012
Le lundi 6 août aux Jeux olympiques d'été de 2012 est le treizième jour de compétition.

## Programme
| Heure UTC+1 (Londres)                         |               |
| bleu                                          | Cérémonie     |
| neutre                                        | Épreuve       |
| or                                            | Finale        |
| orange                                        | Petite finale |
| rose                                          | Reporté       |
| gris                                          | Annulé        |
| Compétition masculine                         | Hommes        |
| Compétition féminine                          | Femmes        |
| Compétition mixte (hommes et femmes mélangés) | Mixte         |
| Compétition en couple (1 homme et 1 femme)    | Couple        |
| modifier                                      |               |

| Horaire   | Discipline Spécialité | Discipline Spécialité                             | Discipline Spécialité                         | Phase                           | Résultats                                                                    | Références |
| --------- | --------------------- | ------------------------------------------------- | --------------------------------------------- | ------------------------------- | ---------------------------------------------------------------------------- | ---------- |
| 8 h 30    |                       | Hockey sur gazon Tournoi féminin                  | Compétition femmes                            | Phase de poule Groupe B         | Nouvelle-Zélande 0 - 0 Allemagne                                             | [ 1 ]      |
| 9 h 00    |                       | Basket-ball Tournoi masculin                      | Compétition hommes                            | Premier tour Groupe B           | Australie 82 - 80 Russie                                                     | [ 2 ]      |
| 9 h 00    |                       | Tir Carabine à 50 m 3 positions                   | Compétition hommes                            | Qualifications                  | -                                                                            | -          |
| 9 h 00    |                       | Tir Trap                                          | Compétition hommes                            | Qualification                   | -                                                                            | -          |
| 9 h 30    |                       | Canoë-kayak en eau calme K1 1000 mètres           | Compétition hommes                            | Éliminatoires                   | -                                                                            | -          |
| 9 h 30    |                       | Handball Tournoi masculin                         | Compétition hommes                            | Tour Préliminaire Groupe B      | Hongrie 26 - 23 Serbie                                                       | [ 3 ]      |
| 9 h 30    |                       | Volley-ball Tournoi masculin                      | Compétition hommes                            | Phase Préliminaire Groupe A     | Australie 3 - 1 Pologne                                                      | [ 4 ]      |
| 9 h 54    |                       | Canoë-kayak en eau calme C1 1000 mètres           | Compétition hommes                            | Éliminatoires                   | -                                                                            | -          |
| 10 h 00   |                       | Athlétisme Lancer du disque                       | Compétition hommes                            | Qualification                   | -                                                                            | -          |
| 10 h 00   |                       | Tennis de table Par équipes                       | Compétition femmes                            | Demi-finale                     | -                                                                            | -          |
| 10 h 00   |                       | Water-polo Tournoi masculin                       | Compétition hommes                            | Phase préliminaire Groupe A     | Kazakhstan 4 - 12 Croatie                                                    | [ 5 ]      |
| 10 h 05   |                       | Athlétisme 100 m haies                            | Compétition femmes                            | 1er tour                        | -                                                                            | -          |
| 10 h 18   |                       | Canoë-kayak en eau calme K2 1000 mètres           | Compétition hommes                            | Éliminatoires                   | -                                                                            | -          |
| 10 h 39   |                       | Canoë-kayak en eau calme K4 500 mètres            | Compétition femmes                            | Éliminatoires                   | -                                                                            | -          |
| 10 h 45   |                       | Athlétisme Lancer du poids                        | Compétition femmes                            | -                               | -                                                                            | -          |
| 10 h 45   |                       | Hockey sur gazon Tournoi féminin                  | Compétition femmes                            | Phase de poule Groupe B         | États-Unis 0 - 7 Afrique du Sud                                              | [ 6 ]      |
| 10 h 50   |                       | Athlétisme 800 m                                  | Compétition hommes                            | 1er tour                        | -                                                                            | -          |
| 10 h 58   |                       | Canoë-kayak en eau calme K1 1000 mètres           | Compétition hommes                            | Demi-finales                    | -                                                                            | -          |
| 11 h 14   |                       | Canoë-kayak en eau calme C1 1000 mètres           | Compétition hommes                            | Demi-finales                    | -                                                                            | -          |
| 11 h 15   |                       | Basket-ball Tournoi masculin                      | Compétition hommes                            | Premier tour Groupe A           | Tunisie 63 - 76 Lituanie                                                     | [ 7 ]      |
| 11 h 15   |                       | Handball Tournoi masculin                         | Compétition hommes                            | Tour Préliminaire Groupe A      | Argentine 23 - 25 Tunisie                                                    | [ 8 ]      |
| 11 h 20   |                       | Water-polo Tournoi masculin                       | Compétition hommes                            | Phase préliminaire Groupe A     | Grèce 8 - 13 Australie                                                       | [ 9 ]      |
| 11 h 30   |                       | Canoë-kayak en eau calme K2 1000 mètres           | Compétition hommes                            | Demi-finales                    | -                                                                            | -          |
| 11 h 30   |                       | Volley-ball Tournoi masculin                      | Compétition hommes                            | Phase Préliminaire Groupe B     | Russie 3 - 0 Serbie                                                          | [ 10 ]     |
| 11 h 45   |                       | Athlétisme 1500 m                                 | Compétition femmes                            | 1er tour                        | -                                                                            | -          |
| 11 h 51   |                       | Canoë-kayak en eau calme K4 500 mètres            | Compétition femmes                            | Demi-finales                    | -                                                                            | -          |
| 12 h 00   |                       | Voile 470                                         | Compétition hommes                            | Course 7                        | -                                                                            | -          |
| 13 h 00   |                       | Lutte Gréco-romaine, Moins de 60 kg               | Compétition hommes                            | Qualification                   | -                                                                            | -          |
| 13 h 00   |                       | Lutte Gréco-romaine, Moins de 84 kg               | Compétition hommes                            | Qualification                   | -                                                                            | -          |
| 13 h 00   |                       | Lutte Gréco-romaine, Moins de 120 kg              | Compétition hommes                            | Qualification                   | -                                                                            | -          |
| 13 h 00   |                       | Voile Laser Radial                                | Compétition femmes                            | Course médailles                | Xu Lijia (CHN) · Marit Bouwmeester (NED) · Evi Van Acker (BEL)               | [ 11 ]     |
| 13 h 15*  |                       | Voile 470                                         | Compétition hommes                            | Course 8                        | -                                                                            | -          |
| 13 h 30*  |                       | Boxe Poids mouches (-51 kg)                       | Compétition femmes                            | Quarts de finale                | -                                                                            | -          |
| 13 h 30   |                       | Lutte Gréco-romaine, Moins de 60 kg               | Compétition hommes                            | 8e de finale                    | -                                                                            | -          |
| 13 h 30   |                       | Lutte Gréco-romaine, Moins de 84 kg               | Compétition hommes                            | 8e de finale                    | -                                                                            | -          |
| 13 h 30   |                       | Lutte Gréco-romaine, Moins de 120 kg              | Compétition hommes                            | 8e de finale                    | -                                                                            | -          |
| 13 h 45   |                       | Hockey sur gazon Tournoi féminin                  | Compétition femmes                            | Phase de poule Groupe A         | Japon 1 - 0 Chine                                                            | [ 12 ]     |
| 13 h 45   |                       | Tir Carabine à 50 m 3 positions                   | Compétition hommes                            | Finale                          | Niccolò Campriani (ITA) · Kim Jong-Hyun (KOR) · Matthew Emmons (USA)         | [ 13 ]     |
| 14 h 00   |                       | Équitation Saut d'obstacles individuel            | Compétition mixte (hommes et femmes ensemble) | 3e épreuve qualificative        | -                                                                            | -          |
| 14 h 00   |                       | Équitation Saut d'obstacles par équipes 2e manche | Compétition mixte (hommes et femmes ensemble) | Finale                          | Grande-Bretagne · Pays-Bas · Arabie saoudite                                 | [ 14 ]     |
| 14 h 00   |                       | Gymnastique artistique Anneaux                    | Compétition hommes                            | Finale                          | Arthur Zanetti (BRA) · Chen Yibing (CHN) · Matteo Morandi (ITA)              | [ 15 ]     |
| 14 h 00   |                       | Voile Laser                                       | Compétition hommes                            | Course médailles                | Tom Slingsby (AUS) · Pávlos Kontídis (CYP) · Rasmus Myrgren (SWE)            | [ 16 ]     |
| 14 h 10   |                       | Water-polo Tournoi masculin                       | Compétition hommes                            | Phase préliminaire Groupe B     | Roumanie 4 - 12 Serbie                                                       | [ 17 ]     |
| 14 h 30   |                       | Basket-ball Tournoi masculin                      | Compétition hommes                            | Premier tour Groupe A           | France 79 - 73 Nigeria                                                       | [ 18 ]     |
| 14 h 30*  |                       | Boxe Poids légers (-60 kg)                        | Compétition femmes                            | Quarts de finale                | -                                                                            | -          |
| 14 h 30   |                       | Handball Tournoi masculin                         | Compétition hommes                            | Tour Préliminaire Groupe B      | Danemark 26 - 24 Corée du Sud                                                | [ 19 ]     |
| 14 h 30   |                       | Lutte Gréco-romaine, Moins de 60 kg               | Compétition hommes                            | Quarts de finale                | -                                                                            | -          |
| 14 h 30   |                       | Lutte Gréco-romaine, Moins de 84 kg               | Compétition hommes                            | Quarts de finale                | -                                                                            | -          |
| 14 h 30   |                       | Lutte Gréco-romaine, Moins de 120 kg              | Compétition hommes                            | Quarts de finale                | -                                                                            | -          |
| 14 h 30   |                       | Tennis de table Par équipes                       | Compétition hommes                            | Demi-finale                     | -                                                                            | -          |
| 14 h 45   |                       | Volley-ball Tournoi masculin                      | Compétition hommes                            | Phase Préliminaire Groupe A     | Italie 0 - 3 Bulgarie                                                        | [ 20 ]     |
| 14 h 50   |                       | Gymnastique artistique Barre asymétriques         | Compétition femmes                            | Finale                          | Aliya Mustafina (RUS) · He Kexin (CHN) · Beth Tweddle (GBR)                  | [ 21 ]     |
| 15 h 00   |                       | Lutte Gréco-romaine, Moins de 60 kg               | Compétition hommes                            | Demi-finales                    | -                                                                            | -          |
| 15 h 00   |                       | Lutte Gréco-romaine, Moins de 84 kg               | Compétition hommes                            | Demi-finales                    | -                                                                            | -          |
| 15 h 00   |                       | Lutte Gréco-romaine, Moins de 120 kg              | Compétition hommes                            | Demi-finales                    | -                                                                            | -          |
| 15 h 00   |                       | Natation synchronisée Duo                         | Compétition femmes                            | Qualification programme libre   | -                                                                            | -          |
| 15 h 00   |                       | Voile 49er                                        | Compétition hommes                            | Course 13                       | -                                                                            | -          |
| 15 h 30*  |                       | Boxe Poids mi-lourds (-75 kg)                     | Compétition femmes                            | Quarts de finale                | -                                                                            | -          |
| 15 h 30   |                       | Haltérophilie - de 105 kg, Groupe B               | Compétition hommes                            | Compétition                     | -                                                                            | -          |
| 15 h 30   |                       | Water-polo Tournoi masculin                       | Compétition hommes                            | Phase préliminaire Groupe B     | Hongrie 11 - 6 États-Unis                                                    | [ 22 ]     |
| 15 h 41   |                       | Gymnastique artistique Saut de cheval             | Compétition hommes                            | Finale                          | Yang Hak Seon (KOR) · Denis Ablyazin (RUS) · Igor Radivilov (UKR)            | [ 23 ]     |
| 15 h 45*  |                       | Voile 49er                                        | Compétition hommes                            | Course 15                       | -                                                                            | -          |
| 16 h 00   |                       | Cyclisme sur piste Vitesse                        | Compétition hommes                            | Demi-finales                    | -                                                                            | -          |
| 16 h 00   |                       | Hockey sur gazon Tournoi féminin                  | Compétition femmes                            | Phase de poule Groupe A         | Corée du Sud 3 - 1 Belgique                                                  | [ 24 ]     |
| 16 h 00   |                       | Tir Trap                                          | Compétition hommes                            | Finale                          | Giovanni Cernogoraz (CRO) · Massimo Fabbrizi (ITA) · Fehaid Al-Deehani (KUW) | [ 25 ]     |
| 16 h 08   |                       | Cyclisme sur piste Omnium                         | Compétition femmes                            | Tour lancé (250 m)              | -                                                                            | -          |
| 16 h 15   |                       | Handball Tournoi masculin                         | Compétition hommes                            | Tour Préliminaire Groupe A      | Islande 41 - 24 Grande-Bretagne                                              | [ 26 ]     |
| 16 h 43   |                       | Cyclisme sur piste Vitesse                        | Compétition femmes                            | Quarts de finale                | -                                                                            | -          |
| 16 h 45   |                       | Basket-ball Tournoi masculin                      | Compétition hommes                            | Premier tour Groupe B           | Grande-Bretagne 90 - 58 Chine                                                | [ 27 ]     |
| 16 h 45   |                       | Volley-ball Tournoi masculin                      | Compétition hommes                            | Phase Préliminaire Groupe A     | Grande-Bretagne 0 - 3 Argentine                                              | [ 28 ]     |
| 17 h 00   |                       | Football Tournoi féminin                          | Compétition femmes                            | Demi-finale                     | France 1 - 2 Japon                                                           | [ 29 ]     |
| 17 h 06   |                       | Cyclisme sur piste Omnium                         | Compétition femmes                            | Course aux points (20 km)       | -                                                                            | -          |
| 17 h 43   |                       | Cyclisme sur piste Vitesse                        | Compétition hommes                            | Finales                         | Jason Kenny (GBR) · Grégory Baugé (FRA) · Shane Perkins                      | [ 30 ]     |
| 17 h 45 * |                       | Lutte Gréco-romaine, Moins de 60 kg               | Compétition hommes                            | Petite finale 1                 | Zaur Kuramagomedov (RUS) 3PO - 0 Hasan Aliyev (AZE)                          | [ 31 ]     |
| 17 h 45 * |                       | Lutte Gréco-romaine, Moins de 60 kg               | Compétition hommes                            | Petite finale 2                 | Almat Kebisoayev (KAZ) 0 - 5VT Ryutaro Matsumoto (JPN)                       | [ 32 ]     |
| 17 h 50 * |                       | Lutte Gréco-romaine, Moins de 84 kg               | Compétition hommes                            | Petite finale 1                 | Daniyal Gadzhiyev (KAZ) 3PP - 1 Vladimer Gegeshidze (GEO)                    | [ 33 ]     |
| 17 h 50 * |                       | Lutte Gréco-romaine, Moins de 84 kg               | Compétition hommes                            | Petite finale 2                 | Mélonin Noumonvi (FRA) 0 - 3PO Damian Janikowski (POL)                       | [ 34 ]     |
| 17 h 55 * |                       | Lutte Gréco-romaine, Moins de 120 kg              | Compétition hommes                            | Petite finale 1                 | Guram Pherselidze (GEO) 0 - 3PO Rıza Kayaalp (TUR)                           | [ 35 ]     |
| 17 h 55 * |                       | Lutte Gréco-romaine, Moins de 120 kg              | Compétition hommes                            | Petite finale 2                 | Ioseb Chugoshvili (BLR) 1 - 3PP Johan Eurén (SWE)                            | [ 36 ]     |
| 18 h 00   |                       | Beach-volley Tournoi masculin                     | Compétition femmes                            | Quarts de finale                | -                                                                            | -          |
| 18 h 18   |                       | Cyclisme sur piste Omnium                         | Compétition femmes                            | Course à l'élimination          | -                                                                            | -          |
| 18 h 20   |                       | Water-polo Tournoi masculin                       | Compétition hommes                            | Phase préliminaire Groupe B     | Grande-Bretagne 4 - 13 Monténégro                                            | [ 37 ]     |
| 18 h 41   |                       | Cyclisme sur piste Vitesse                        | Compétition femmes                            | Course placement 5e à 8e places | -                                                                            | -          |
| 18 h 46   |                       | Lutte Gréco-romaine, Moins de 60 kg               | Compétition hommes                            | Finale                          | Revaz Lashkhi (GEO) 0 - 3PO Omid Norouzi (IRI)                               | [ 38 ]     |
| 19 h 00   |                       | Athlétisme Saut à la perche                       | Compétition femmes                            | Finale                          | Jennifer Suhr (USA) · Yarisley Silva (CUB) · Yelena Isinbayeva (RUS)         | [ 39 ]     |
| 19 h 00   |                       | Beach-volley Tournoi masculin                     | Compétition hommes                            | Quarts de finale                | -                                                                            | -          |
| 19 h 00   |                       | Haltérophilie - de 105 kg, Groupe A               | Compétition hommes                            | Finale                          | Navab Nasirshelal (IRI) · Bartłomiej Bonk (POL) · Ivan Efremov (UZB)         | ,          |
| 19 h 00   |                       | Hockey sur gazon Tournoi féminin                  | Compétition femmes                            | Phase de poule Groupe A         | Grande-Bretagne 1 - 2 Pays-Bas                                               | [ 42 ]     |
| 19 h 00   |                       | Plongeon Tremplin à 3 mètres                      | Compétition hommes                            | Éliminatoires                   | -                                                                            | -          |
| 19 h 00   |                       | Tennis de table Par équipes                       | Compétition hommes                            | Demi-finales                    | -                                                                            | -          |
| 19 h 15   |                       | Athlétisme Lancer du poids                        | Compétition femmes                            | Finale                          | Nadzeya Ostapchuk (BLR) · Valerie Adams (NZL) · Yevgeniya Kolodko (RUS)      | [ 43 ]     |
| 19 h 20   |                       | Athlétisme 200 m                                  | Compétition femmes                            | 1er tour                        | -                                                                            | -          |
| 19 h 21   |                       | Lutte Gréco-romaine, Moins de 84 kg               | Compétition hommes                            | Finale                          | Alan Khougaïev (RUS) 3PO - 0 Karam Gaber (EGY)                               | [ 44 ]     |
| 19 h 30   |                       | Handball Tournoi masculin                         | Compétition hommes                            | Tour Préliminaire Groupe B      | Espagne 25 - 30 Croatie                                                      | [ 45 ]     |
| 19 h 40   |                       | Water-polo Tournoi masculin                       | Compétition hommes                            | Phase préliminaire Groupe A     | Espagne 7 - 10 Italie                                                        | [ 46 ]     |
| 19 h 45   |                       | Football Tournoi féminin                          | Compétition femmes                            | Demi-finale                     | Canada 3 - 4 États-Unis                                                      | [ 47 ]     |
| 19 h 56   |                       | Lutte Gréco-romaine, Moins de 120 kg              | Compétition hommes                            | Finale                          | Mijaín López (CUB) 3PO - 0 Heiki Nabi (EST)                                  | [ 48 ]     |
| 20 h 00   |                       | Basket-ball Tournoi masculin                      | Compétition hommes                            | Premier tour Groupe B           | Espagne 82 - 88 Brésil                                                       | [ 49 ]     |
| 20 h 00   |                       | Volley-ball Tournoi masculin                      | Compétition hommes                            | Phase Préliminaire Groupe B     | États-Unis 3 - 0 Tunisie                                                     | [ 50 ]     |
| 20 h 15   |                       | Athlétisme 400 m haies                            | Compétition femmes                            | Demi-finales                    | -                                                                            | -          |
| 20 h 45   |                       | Athlétisme 400 m haies                            | Compétition hommes                            | Finales                         | Félix Sánchez (DOM) · Michael Tinsley (USA) · Javier Culson (PUR)            | [ 51 ]     |
| 21 h 05   |                       | Athlétisme 3000 m steeple                         | Compétition femmes                            | Finales                         | Yuliya Zaripova (RUS) · Habiba Ghribi (TUN) · Sofia Assefa (ETH)             | [ 52 ]     |
| 21 h 15   |                       | Handball Tournoi masculin                         | Compétition hommes                            | Tour Préliminaire Groupe A      | France 29 - 26 Suède                                                         | [ 53 ]     |
| 21 h 15   |                       | Hockey sur gazon Tournoi féminin                  | Compétition femmes                            | Phase de poule Groupe B         | Argentine 0 - 0 Australie                                                    | [ 54 ]     |
| 21 h 30   |                       | Athlétisme 400 m                                  | Compétition hommes                            | Finales                         | Kirani James (GRN) · Luguelín Santos (DOM) · Lalonde Gordon (TRI)            | [ 55 ]     |
| 21 h 30*  |                       | Boxe Poids moyens (-75 kg)                        | Compétition hommes                            | Quarts de finale                | -                                                                            | -          |
| 22 h 00   |                       | Beach-volley Tournoi masculin                     | Compétition hommes                            | Quarts de finale                | -                                                                            | -          |
| 22 h 00   |                       | Volley-ball Tournoi masculin                      | Compétition hommes                            | Phase Préliminaire Groupe B     | Brésil 3 - 0 Allemagne                                                       | [ 56 ]     |
| 22 h 15   |                       | Basket-ball Tournoi masculin                      | Compétition hommes                            | Premier tour Groupe A           | Argentine 97 - 126 États-Unis                                                | [ 57 ]     |
| 22 h 30*  |                       | Boxe Poids super-lourds (+91 kg)                  | Compétition hommes                            | Quarts de finale                | -                                                                            | -          |
| 23 h 00   |                       | Beach-volley Tournoi masculin                     | Compétition hommes                            | Quarts de finale                | -                                                                            | -          |

* Date du début estimée

## Tableaux des médailles
- Pays organisateur (Royaume-Uni)

| Rang  | Nation                 | Or | Argent | Bronze | Total |
| ----- | ---------------------- | -- | ------ | ------ | ----- |
| 1     | Russie                 | 3  | 1      | 3      | 6     |
| 2     | Grande-Bretagne        | 2  | 0      | 1      | 3     |
| 3     | Chine                  | 1  | 2      | 0      | 3     |
| 4     | Italie                 | 1  | 1      | 1      | 3     |
| 4     | États-Unis             | 1  | 1      | 1      | 3     |
| 6     | Cuba                   | 1  | 1      | 0      | 2     |
| 6     | République dominicaine | 1  | 1      | 0      | 2     |
| 6     | Iran                   | 1  | 1      | 0      | 2     |
| 6     | Corée du Sud           | 1  | 1      | 0      | 2     |
| 10    | Australie              | 1  | 0      | 1      | 2     |
| 10    | Ukraine                | 1  | 0      | 1      | 2     |
| 12    | Croatie                | 1  | 0      | 0      | 1     |
| 12    | Biélorussie            | 1  | 0      | 0      | 1     |
| 12    | Brésil                 | 1  | 0      | 0      | 1     |
| 12    | Grenade                | 1  | 0      | 0      | 1     |
| 16    | Pays-Bas               | 0  | 2      | 0      | 2     |
| 17    | Chypre                 | 0  | 1      | 0      | 1     |
| 17    | Égypte                 | 0  | 1      | 0      | 1     |
| 17    | Estonie                | 0  | 1      | 0      | 1     |
| 17    | France                 | 0  | 1      | 0      | 1     |
| 17    | Géorgie                | 0  | 1      | 0      | 1     |
| 17    | Nouvelle-Zélande       | 0  | 1      | 0      | 1     |
| 17    | Tunisie                | 0  | 1      | 0      | 1     |
| 24    | Pologne                | 0  | 0      | 2      | 2     |
| 24    | Suède                  | 0  | 0      | 2      | 2     |
| 26    | Belgique               | 0  | 0      | 1      | 1     |
| 26    | Éthiopie               | 0  | 0      | 1      | 1     |
| 26    | Japon                  | 0  | 0      | 1      | 1     |
| 26    | Kazakhstan             | 0  | 0      | 1      | 1     |
| 26    | Arabie saoudite        | 0  | 0      | 1      | 1     |
| 26    | Koweït                 | 0  | 0      | 1      | 1     |
| 26    | Porto Rico             | 0  | 0      | 1      | 1     |
| 26    | Trinité-et-Tobago      | 0  | 0      | 1      | 1     |
| 26    | Turquie                | 0  | 0      | 1      | 1     |
| Total | Total                  | 18 | 18     | 21     | 57    |

| Rang  | Nation                 | Or  | Argent | Bronze | Total |
| ----- | ---------------------- | --- | ------ | ------ | ----- |
| 1     | Chine                  | 31  | 19     | 14     | 64    |
| 2     | États-Unis             | 29  | 15     | 19     | 63    |
| 3     | Grande-Bretagne        | 18  | 11     | 11     | 40    |
| 4     | Corée du Sud           | 11  | 5      | 6      | 22    |
| 5     | France                 | 8   | 9      | 9      | 26    |
| 6     | Russie                 | 7   | 17     | 18     | 42    |
| 7     | Italie                 | 7   | 6      | 4      | 17    |
| 8     | Kazakhstan             | 6   | 0      | 1      | 7     |
| 9     | Allemagne              | 5   | 10     | 7      | 22    |
| 10    | Hongrie                | 4   | 1      | 3      | 8     |
| 11    | Corée du Nord          | 4   | 0      | 1      | 5     |
| 12    | Pays-Bas               | 3   | 3      | 4      | 10    |
| 13    | Cuba                   | 3   | 3      | 1      | 7     |
| 14    | Biélorussie            | 3   | 2      | 3      | 8     |
| 15    | Nouvelle-Zélande       | 3   | 1      | 4      | 8     |
| 16    | Afrique du Sud         | 3   | 1      | 0      | 4     |
| 17    | Ukraine                | 3   | 0      | 6      | 9     |
| 18    | Japon                  | 2   | 12     | 14     | 28    |
| 19    | Australie              | 2   | 12     | 8      | 22    |
| 20    | Danemark               | 2   | 4      | 2      | 8     |
| 20    | Roumanie               | 2   | 4      | 2      | 8     |
| 22    | Brésil                 | 2   | 1      | 5      | 8     |
| 23    | Pologne                | 2   | 1      | 3      | 6     |
| 24    | Iran                   | 2   | 1      | 1      | 4     |
| 24    | Jamaïque               | 2   | 1      | 1      | 4     |
| 26    | Croatie                | 2   | 1      | 0      | 3     |
| 27    | Éthiopie               | 2   | 0      | 2      | 4     |
| 28    | Canada                 | 1   | 3      | 6      | 10    |
| 29    | Suède                  | 1   | 3      | 2      | 6     |
| 30    | République tchèque     | 1   | 3      | 1      | 5     |
| 31    | Kenya                  | 1   | 2      | 2      | 5     |
| 32    | Slovénie               | 1   | 1      | 2      | 4     |
| 33    | République dominicaine | 1   | 1      | 0      | 2     |
| 33    | Géorgie                | 1   | 1      | 0      | 2     |
| 33    | Suisse                 | 1   | 1      | 0      | 2     |
| 36    | Lituanie               | 1   | 0      | 1      | 2     |
| 37    | Grenade                | 1   | 0      | 0      | 1     |
| 37    | Venezuela              | 1   | 0      | 0      | 1     |
| 39    | Mexique                | 0   | 3      | 2      | 5     |
| 40    | Colombie               | 0   | 3      | 1      | 4     |
| 41    | Espagne                | 0   | 2      | 1      | 3     |
| 42    | Égypte                 | 0   | 2      | 0      | 2     |
| 43    | Slovaquie              | 0   | 1      | 3      | 4     |
| 44    | Azerbaïdjan            | 0   | 1      | 2      | 3     |
| 44    | Belgique               | 0   | 1      | 2      | 3     |
| 44    | Inde                   | 0   | 1      | 2      | 3     |
| 47    | Arménie                | 0   | 1      | 1      | 2     |
| 47    | Indonésie              | 0   | 1      | 1      | 2     |
| 47    | Mongolie               | 0   | 1      | 1      | 2     |
| 47    | Norvège                | 0   | 1      | 1      | 2     |
| 47    | Serbie                 | 0   | 1      | 1      | 2     |
| 47    | Tunisie                | 0   | 1      | 1      | 2     |
| 53    | Chypre                 | 0   | 1      | 0      | 1     |
| 53    | Estonie                | 0   | 1      | 0      | 1     |
| 53    | Guatemala              | 0   | 1      | 0      | 1     |
| 53    | Malaisie               | 0   | 1      | 0      | 1     |
| 53    | Thaïlande              | 0   | 1      | 0      | 1     |
| 53    | Taipei chinois         | 0   | 1      | 0      | 1     |
| 59    | Grèce                  | 0   | 0      | 2      | 2     |
| 59    | Moldavie               | 0   | 0      | 2      | 2     |
| 61    | Argentine              | 0   | 0      | 1      | 1     |
| 61    | Hong Kong              | 0   | 0      | 1      | 1     |
| 61    | Arabie saoudite        | 0   | 0      | 1      | 1     |
| 61    | Koweït                 | 0   | 0      | 1      | 1     |
| 61    | Porto Rico             | 0   | 0      | 1      | 1     |
| 61    | Qatar                  | 0   | 0      | 1      | 1     |
| 61    | Singapour              | 0   | 0      | 1      | 1     |
| 61    | Trinité-et-Tobago      | 0   | 0      | 1      | 1     |
| 61    | Turquie                | 0   | 0      | 1      | 1     |
| 61    | Ouzbékistan            | 0   | 0      | 1      | 1     |
| Total | Total                  | 179 | 181    | 196    | 556   |